# Artyleria dywizji
Artyleria dywizji – oddziały i pododdziały artylerii wchodzące organicznie w skład dywizji zmechanizowanej, pancernej itp. niepodlegające bezpośrednio dowódcy dywizji. Większa część artylerii dywizji tworzy artylerię bezpośredniego wsparcia.